# Portugal al Frente
Portugal al Frente (en portugués: Portugal à Frente; PàF) fue una coalición política y electoral portuguesa formada por el Partido Popular Democrático/Partido Social Demócrata (PPD/PSD) y el Centro Democrático Social-Partido Popular (CDS-PP).
La coalición anunció su nombre el 5 de junio de 2015 en Aveiro. Más tarde, el 25 de abril, el PPD/PSD y el CDS-PP firmaron un compromiso para prorrogar la alianza para las elecciones parlamentarias de 2015 con las firmas de los líderes de ambos partidos, Pedro Passos Coelho y Paulo Portas. En dichos comicios, fue la fuerza más votada con un 36,8 % de los votos, lo que se tradujo en 84 escaños para el PSD (a que se suman 5 electos por las Azores y Madeira donde la coalición no se presentó) y 18 escaños para el CDS-PP sobre un total de 230.

## Resultados electorales

### Asamblea de la República
| Fecha | Votos     | %           | +/-     | Diputados | +/-  | Candidato           | Resultado                  |
| ----- | --------- | ----------- | ------- | --------- | ---- | ------------------- | -------------------------- |
| 2015  | 1 993 921 | 36,86 (1.º) | 13,53 a | 102/230   | 22 a | Pedro Passos Coelho | Gobierno en minoría (2015) |
| 2015  | 1 993 921 | 36,86 (1.º) | 13,53 a | 102/230   | 22 a | Pedro Passos Coelho | Oposición (2015-2019)      |

a Respecto a la suma de los resultados obtenidos por PSD y CDS-PP en 2011.